# Ronald Wright (pisarz)
Ronald Wright (ur. 1948 w Londynie) – kanadyjski pisarz i historyk pochodzenia brytyjskiego. 
Studiował archeologię na Uniwersytecie Cambridge i Uniwersytecie Calgary, gdzie w 1996 uzyskał doktorat honoris causa. Mieszka w Kanadzie.

## Twórczość (wybrana)
- Romans naukowy (A Scientific Romance, 1998, wyd. polskie 2002)
- Krótka historia postępu (A short history of progress, 2004, wyd. polskie 2021)
- Czym jest Ameryka? (What is America?, 2008, wyd. polskie 2024)